# Макієвка (Атбасарський район)
Макі́євка (каз. Макеевка) — село у складі Атбасарського району Акмолинської області Казахстану. Входить до складу Макієвського сільського округу.
Населення — 77 осіб (2021; 147 у 2009, 519 у 1999, 501 у 1989).
Національний склад станом на 1989 рік:
- росіяни — 56 %.